# Bogdan Kragić
Bogdan Kragić (Split, 14. siječnja 1934. – ?, 19. ožujka 2025.) bio je nogometaš Hajduka i sin Stipe Kragića, jednog od suosnivača Anarha, današnjeg RNK Splita. Bogdan Kragić odigrao je za Hajduk 151 utakmicu i postigao 23 pogotka, od toga 4 u 32 prvenstvene utakmice i 19 u 112 prijateljskih. Odigrao je i 5 utakmica u Kupu i dvije europske.
Prvi službeni nastup, kao devetnaestogodišnjak, imao je u uzvratnoj utakmici protiv beogradskog BSK-a u Splitu 8. ožujka 1953. (0:2). U sezoni 1952./53. odigrao je svega 3 utakmice bez zgoditaka, a Hajduk je završio na 2. mjestu (iza Crvene zvezde. U sezoni 1953./54. imao je samo 1 nastup također bez zgoditaka (Hajduk je bio 4.). Tek je u sezoni 1954./55. zabio 3 zgoditka (Hajduk osvaja prvenstvo) u 3 nastupa, i to 2 osječkom Proleteru u Splitu 12. rujna 1954. (5:3) i treći Vardaru u Skoplju 19. rujna 1954 (1:2 u korist Hajduka). 
U sezoni 1955./56. nije ostvario niti jedan nastup, a svoj posljednji prvenstveni gol zabio je tek u sezoni 1957./58. i to opet Vardaru, ovaj puta u Splitu 3. ožujka 1958. (4:0), ali Hajduk je tu sezonu završio na niskom 9. mjestu.
Statistika u Hajduku
| Natjecanje        | Nastupi | Zgoditci |
| ----------------- | ------- | -------- |
| Prvenstvo         | 32      | 4        |
| Kup               | 5       | 0        |
| Superkup          | 0       | 0        |
| Međunarodne       | 2       | 0        |
| Splitski podsavez | 0       | 0        |
| Ukupno            | 39      | 4        |
| Prijateljske      | 112     | 19       |
| Sveukupno         | 151     | 23       |

## Ostalo
- "Libar Miljenka Smoje oli ča je život vengo fantažija" kao suradnik dokumentarnog serijala (2012.)

## Vanjske poveznice
- Bogdan Kragić kod Mosora: Volili smo Hajduka, pismu i lipe ženske!